# Marie-Madeleine de Castille
Marie-Madeleine de Castille est née en 1635[réf. à confirmer][réf. incomplète], certainement à Paris dans l’hôtel de Montmorency devenu l’hôtel de Castille, paroisse Saint-Nicolas-des-Champs et morte le 12 décembre 1716 à Paris dans sa maison dite de l'Arcade, à côté de l’église Notre-Dame du Val-de-Grâce.[réf. nécessaire]
Marie-Madeleine de Castille est la seconde épouse de Nicolas Fouquet.

## Biographie

### Famille

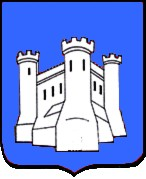
Blason des Castille-Villemareuil

Marie-Madeleine de Castille-Villemareuil appartient à une famille de marchands anoblis. Elle est la fille de François de Castille († 1652), seigneur de Villemareuil, receveur général du Clergé de France (en 1602), surintendant de la maison et des finances de Gaston duc d'Orléans, conseiller ordinaire du roi, président d'une chambre des requêtes du parlement de Paris, et de Charlotte Garrault, dame de Belle-Assise. 
Son arrière-grand-père, Philippe Castille, marchand de draps à Saint-Denis, devient en 1575 receveur du Clergé de France, puis secrétaire du roi en 1580.

### Mariage
En novembre 1650, Nicolas Fouquet franchit un pas important en achetant pour 450 000 livres la charge de procureur général du parlement de Paris, avec la bénédiction de Mazarin comme de la régente. Il entre ainsi dans l'élite de la robe.[réf. nécessaire]

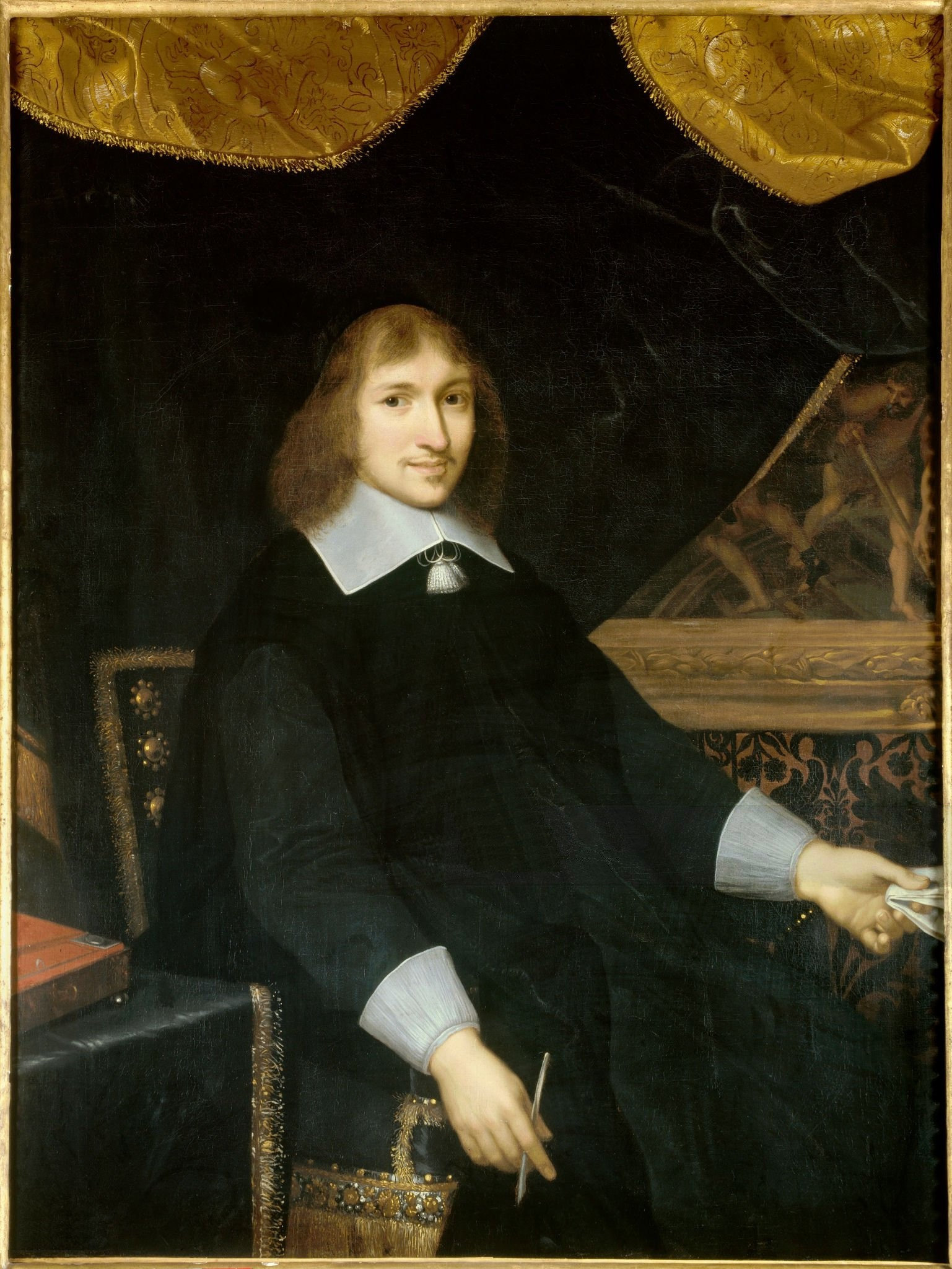
Portrait de Nicolas Fouquet.

Il en profite pour asseoir son statut social par un second mariage, conclu en février 1651. Marie-Madeleine de Castille n'a que 15 ans, lui en a 36. Sa dot de 100 000 livres est inférieure à celle de Marie Fourché, mais elle apporte en compensation un vaste cercle de relations : elle est la cousine du trésorier de l'Épargne Nicolas Jeannin de Castille, marquis de Montjeu. Et puis, elle a de splendides espérances d’héritage, une fortune d’environ 1 500 000 livres, parmi lesquels l’important fief de Belle-Assise[réf. incomplète].
La mariée est selon ses contemporains une fière beauté brune aux traits purs et réguliers. Selon Jean-Marie Pérouse de Montclos, Marie-Madeleine de Castille va servir de modèle pour La beauté coupant les ailes de l'amour, de Charles Le Brun et une Charité, sculptée par Michel Anguier, sculptée pour orner le château de Saint-Mandé.  Marie-Madeleine de Castille est représentée avec l’un de ses enfants dans les bras, un autre à ses pieds, deux autres à ses côtes.[réf. nécessaire]

### Avant l’arrestation de Fouquet

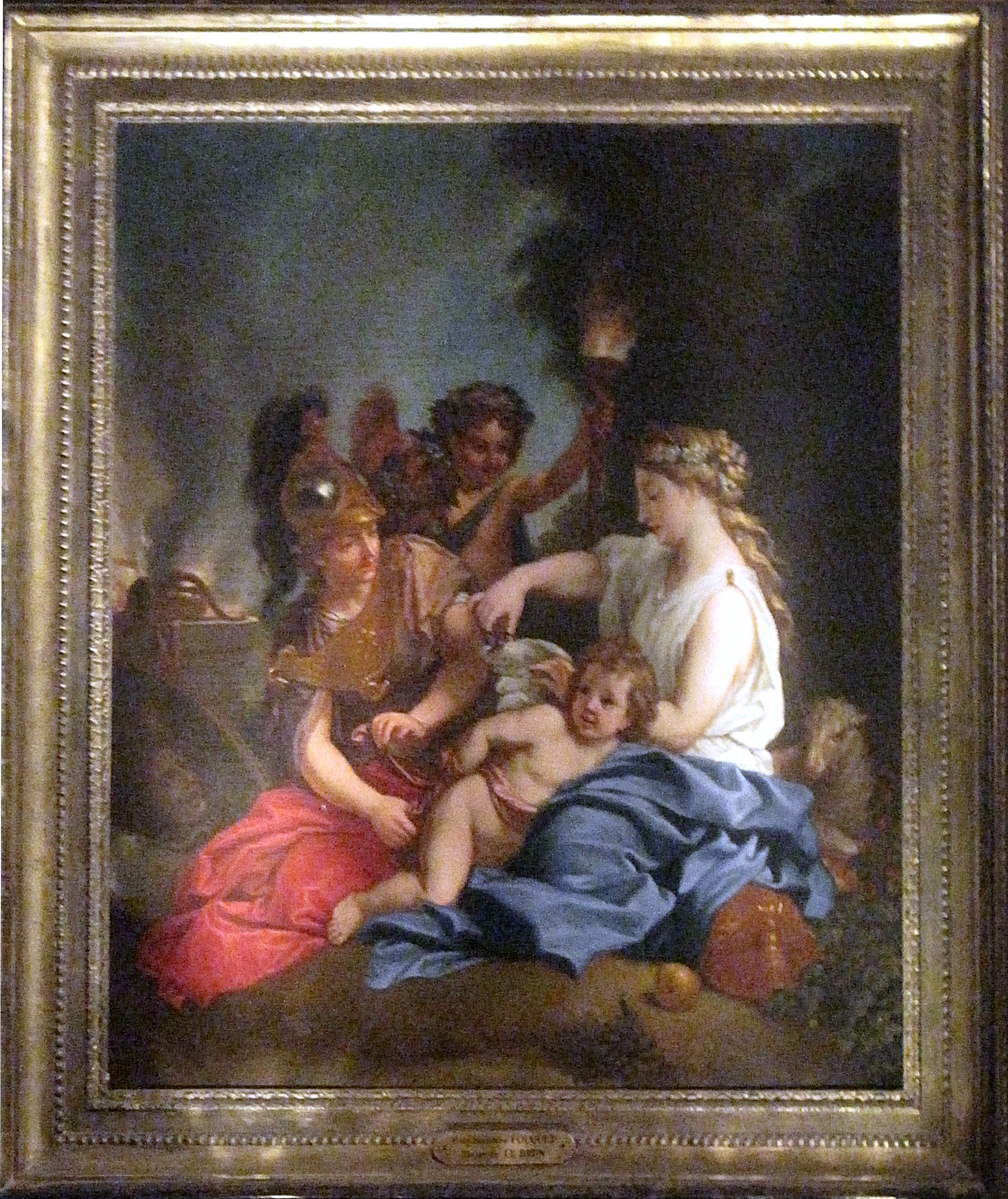
Réplique ancienne du portrait allégorique de Marie-Madeleine de Castille (Mme Fouquet)

Marie-Madeleine de Castille tient un salon littéraire, où se rencontrent Georges de Brébeuf, l’abbé de Boisrobert, Paul Scarron, Madame de Sévigné, Jean Ogier de Gombauld, le président de Périgny, Samuel Isarn, Charles Faucon de Ris, Pierre Corneille, Madeleine de Scudéry, Gilles Ménage, Paul Pellisson, Philippe Quinault. Mazarin, le duc d'Orléans, Henriette-Marie de France, Henriette d'Angleterre, le roi Louis XIV, et les artistes : Le Brun, La Fontaine, Corneille, Molière leur rendent visite. Le salon des Fouquet devient le centre du mouvement littéraire français[réf. incomplète].
Il ne semble pas toutefois que l'épouse de Fouquet ait brillé lors de ses réunions, qui étaient plutôt régentées par la marquise du Plessis-Bellière. 
Dans sa publication de 1655, rééditée en 1660, le Mérite des Dames, Saint-Gabriel décrit ainsi la jeune épouse de Fouquet : "XXIX Madame Fouquet Surintendant. La vertueuse. Son humilité parmy ses autres vertus l'a exaltée, & la maintient dans l'un des premiers sièges de la puissance".  
En 1661 le 17 août, Nicolas Fouquet invite le roi Louis XIV, la reine mère Anne d'Autriche et toute la cour du roi pour l'inauguration du château de Vaux-le-Vicomte. Elle organise une grandiose et somptueuse fête et un dîner de 80 tables, 30 buffets et cinq services de faisans, cailles, ortolans, perdrix etc. avec de la vaisselle en or massif pour les hôtes d'honneur et en argent pour le reste de la cour. Molière et Lully font jouer Les Fâcheux, une comédie-ballet composée exprès pour la circonstance. Pour le dessert, François Vatel invente une surprise : de la crème chantilly.[réf. nécessaire]
Deux petites pièces en vers de La Fontaine lui sont adressées.[réf. nécessaire]

### Après l’arrestation de Fouquet

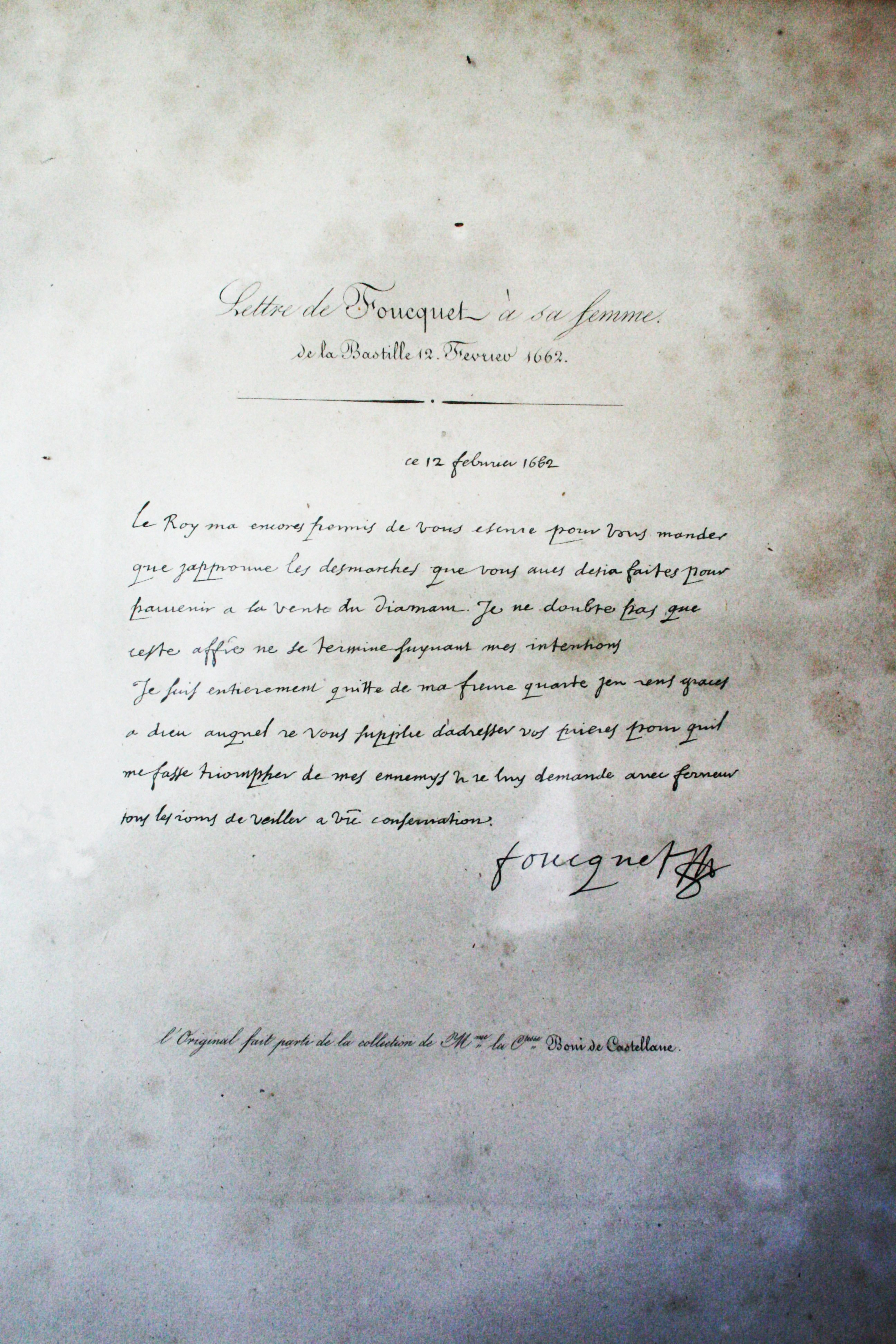
Lettre de Nicolas Fouquet à sa femme, datée du 12 février 1662 et écrite de la Bastille.

Alors que la Cour est à Nantes pour les États de Bretagne, le 5 septembre 1661, Louis XIV ordonne à d'Artagnan d'arrêter le surintendant pour malversations[réf. incomplète]. Visiblement surpris, Fouquet offre de faire remettre Belle-Île au roi et parvient à faire prévenir ses proches, qui n'utilisent pas ce répit pour détruire ses documents les plus compromettants.[réf. nécessaire]
Hugues de Lionne demande au roi que Madame Fouquet ne soit pas séparée de son mari. Elle est exilée à Limoges, les frères Fouquet Louis et François confinés dans leurs diocèses. Gilles Fouquet est déchu de sa charge de premier écuyer, et même Basile doit s'exiler en Guyenne. Certains de ses amis les plus proches, comme Pellisson, sont emprisonnés, les autres assignés à résidence.[réf. nécessaire]
Ses enfants, dont un bébé de deux mois, lui sont pris et la reine mère Anne d'Autriche doit intervenir pour qu’ils ne soient pas jetés à la rue. Ses biens sont saisis et elle doit emprunter de l’argent pour survivre.[réf. nécessaire]
Marie-Madeleine de Castille se jette aux pieds du roi dès son retour d’exil en l’implorant.[réf. nécessaire]
Madame Fouquet s'efforce, de concert avec la mère de Fouquet, d'exciter la pitié des juges et de désarmer la colère du roi. Ces deux femmes se tiennent presque chaque jour à la porte de l'Arsenal, où siège la chambre de justice, et présentent des requêtes en faveur de l'accusé.[réf. nécessaire]
Les Défenses de Nicolas Fouquet paraissent en novembre 1662. Les premières presses sont saisies par le commissaire, alors elle fait installer une imprimerie dans sa propriété de Montreuil-sous-Bois. C’est de la que partent désormais tous les brûlots contre Colbert et le gouvernement. Ce n’est qu’un début et les imprimeries clandestines se multiplient, malgré les arrestations.[réf. nécessaire]
Le 14 avril 1664, ses gardiens permettent à Fouquet de serrer sa femme et ses enfants dans ses bras. C’est la dernière étreinte avant 15 longues années. Louis XIV et surtout Louvois font même faire détruire leurs correspondances systématiquement, même celle des enfants à leur père. Toutefois en 1669 une nouvelle met les courtisans en émoi : Nicolas Fouquet a essayé de correspondre avec sa femme.[réf. nécessaire] Cinq complices sont pendus[réf. incomplète] et d’autres cadenassés dans de sombres cachots.
Le 25 juillet 1671, Marie-Madeleine de Castille doit s’exiler à nouveau au château de Pomay, à Lusigny, à côté de Moulins. Ce n’est en rien une petite maison, comme l’écrit Madame de Sévigné, mais un château de la puissante famille de Bartillat. Bien que séparée de biens avec Fouquet, elle doit vendre la plupart de ses biens, dont ses fiefs de Montreuil-sous-Bois, d’Arcy et d’Orléans à Laurent Berthemet, maître des comptes le 12 novembre 1672.[réf. nécessaire]
1673, après dix années d'exil, Marie-Madeleine de Castille peut rentrer à Vaux. Avec son fils aîné, le comte de Vaux, elle reprend le domaine en main, le fait fructifier, règle les dettes de son mari en vendant notamment des œuvres qu'il avait commandées. Madame Fouquet va devoir attendre quinze ans avant que le roi ne l'autorise à rendre visite à son mari.[réf. nécessaire]
C’est certainement l'intervention de Madame de Montespan qui rend possible la visite tant désirée de madame Fouquet à son mari en 1679. Marie-Madeleine se fait enfermer avec lui dans la prison de Pignerol et y reste jusqu'à la mort de Nicolas Fouquet en 1680.[réf. nécessaire]

### Après la mort de son mari (1680-1716)

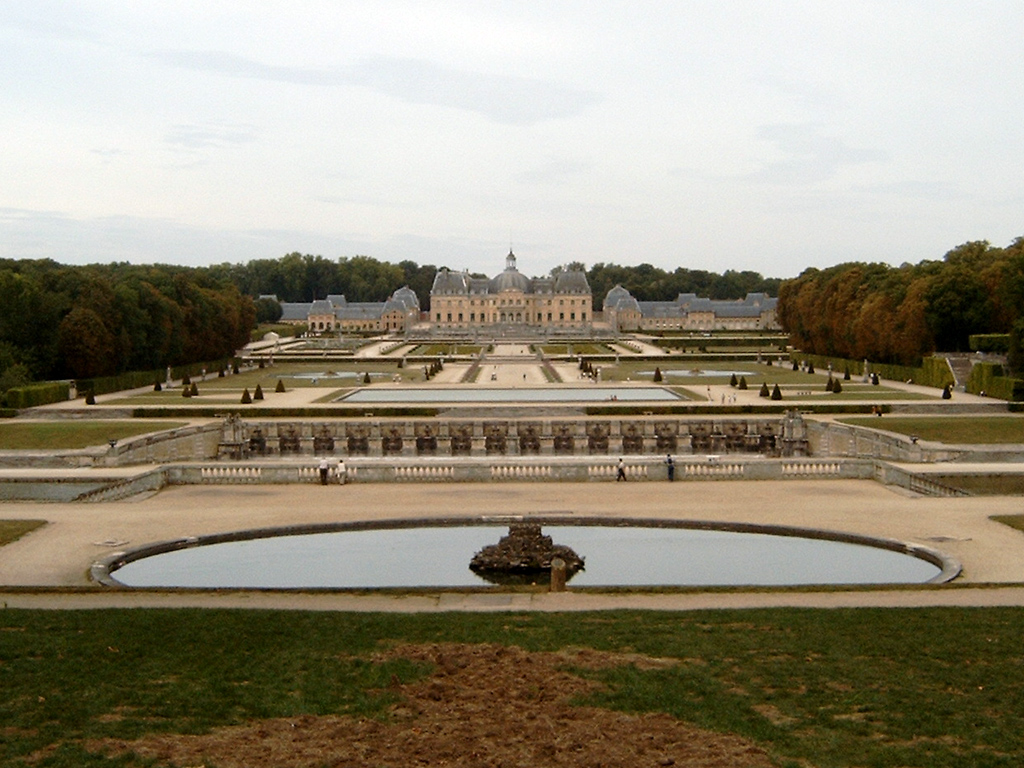
Le château de Vaux-le-Vicomte a été pillé et dégradé.

Marie-Madeleine de Castille survit à son mari trente-six ans. Elle lutte dans un premier temps pour sauver les restes de la fortune familiale. C’est une rude bataille, parsemée de luttes judiciaires et d’embûches chicanières[réf. incomplète]. Leurs biens ont été saisis par l’État, le roi ou donnés à des œuvres pieuses. Louis XIV met la main sur les plus belles pièces de leurs collections et va jusqu’à faire remplacer l’écureuil des Fouquet par des fleurs de lys sur les tapisseries. 
Heureusement, Madame Fouquet est détentrice de sûretés et de privilèges du fait de ses conventions matrimoniales. Le roi finit par les lui laisser. Une transaction est conclue le 19 mars 1673. Elle est désintéressée de ses droits qui s’élèvent à 1 250 000 livres. Elle récupère une centaine de milliers de livres, le château de Vaux-le-Vicomte, la maison de Saint-Mandé, Belle-Île-en-Mer, La Guerche, Largoët, Elven, Trévérec, le château de Cantizac, à Séné, Bouy-le-Neuf, Lanvaux, Keroual, la terre de Coët-Canton], la forêt de Trédion, les domaines du Grand Auvers, des Moulins-Neufs, de Maincy, la vicomté de Melun, des parts dans la société des toiles d’Amérique, l’exploitation des bois de Normandie, ses offices d’huissier au Parlement de Paris, d’huissier conseiller en Hôtel de Ville[réf. incomplète]. 
En 1705, le comte de Vaux meurt sans postérité et sa mère décide de vendre le château de Vaux-le-Vicomte, au maréchal Claude Louis Hector de Villars, duc et pair de France, 500 000 livres.[réf. nécessaire]
Saint-Simon écrit : « Elle mourut à Paris, en 1716, dans une grande piété, dans une grande retraite et dans un exercice continuel de bonnes œuvres pendant toute sa vie. La mère et la femme de Fouquet contrastent par leurs qualités simples et modestes avec le reste de la famille[réf. incomplète] ». Elle est inhumée dans la chapelle Fouquet du couvent de la Visitation-Sainte-Marie, à Paris, avec son mari.[réf. nécessaire]

### Descendance
Nicolas Fouquet a cinq enfants de Marie-Madeleine de Castille. Leurs enfants ne seront pas admis à la cour jusqu'à la mort de Louis XIV : 
- François Fouquet (1652-1656), meurt très jeune.
- Louis Nicolas Fouquet de Vaux, (1654-1705), est entre autres vicomte de Melun et comte de Vaux. C'est lui qui restaure Vaux, après les pillages et les actes de vandalisme perpétrés avant sa restitution à ses propriétaires. Il se marie en 1689[réf. incomplète][14] avec Marie-Jeanne Guyon du Chesnoy.
- Marie-Madeleine Fouquet (1656-1720), se marie le 21 juillet 1683, avec Emmanuel de Crussol d'Uzès, chevalier, marquis de Montsalès.
- Charles Armand Fouquet (1657-1734), entre dans la congrégation de l'Oratoire. Il devient grand vicaire du diocèse d'Agde.
- Louis Fouquet (1661-1738), marquis de Belle-Isle, baron de Villars, seigneur de Роmay, est d'abord présenté dans l'ordre de Saint-Jean de Jérusalem mais ne présentera jamais ses vœux pour pouvoir se marier. Il est militaire, mais tout avancement lui est impossible. Il épouse Catherine-Agnès de Lévis.

## Sources
- Jean-Baptiste-Pierre Jullien de Courcelles, Histoire généalogique et héraldique des pairs de France : des grands dignitaires de la couronne, des principales familles nobles du royaume et des maisons princières de l'Europe, précédée de la généalogie de la maison de France, vol. 12 vol., 1822-1833 [détail de l’édition]

## Filmographie
Le Roi, l'Écureuil et la Couleuvre, un téléfilm français en deux parties réalisé par Laurent Heynemann et diffusé à partir du 5 mars 2011 sur France 3.